# Assis Chateaubriand (kommun i Brasilien)
Assis Chateaubriand (tidigare namn: Campo dos Baianos och Tupãssi)
är en kommun i Brasilien.   Den ligger i delstaten Paraná, i den södra delen av landet, 1 100 km sydväst om huvudstaden Brasília. Antalet invånare är 33 028.
Trakten runt Assis Chateaubriand består till största delen av jordbruksmark. Runt Assis Chateaubriand är det ganska glesbefolkat, med 23 invånare per kvadratkilometer.